# Софія Ліхтейнштейнська
Софія Ліхтенштейнська , повне ім'я Софія Марія Габріела Пія фон унд цу Ліхтенштейн (нім. Sophie Marie Gabriele Pia von und zu Liechtenstein, 11 липня 1837 — 25 вересня 1899) — принцеса фон унд цу Ліхтенштейн, донька князя Ліхтенштейну Алоїза II та графині Франциски Кінскі фон Вхініц унд Теттау, дружина 6-го князя Льовенштайн-Вертхайм-Рошфора Карла.

## Біографія
Софія народилась 11 липня 1837 року у Відні. Вона була третьою дитиною та третьою донькою в родині князя Ліхтенштейну Алоїза II та його дружини Франциски Кінскі фон Вхініц унд Теттау. Дівчинка мала старших сестер Марію та Кароліну. Згодом у неї з'явилися два молодших брати й шестеро сестер.

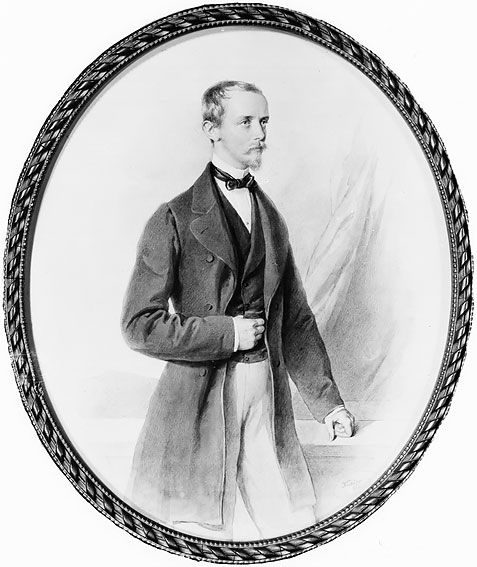
Карл Льовенштайн-Вертхайм-Рошфор

У 25 років принцеса взяла шлюб із 28-річним князем Карлом Льовенштайн-Вертхайм-Рошфором. Весілля відбулося у Відні 4 травня 1863 року. Наречений був удівцем і мав дворічну доньку від першого шлюбу. У подружжя народилося восьмеро спільних дітей.
У 1860-х роках Софія придбала замок Фішгорн та прилеглі до нього землі біля Зальцбургу. В замку провелася масштабна реконструкція, яка тривала до 1873 року. Народ радо вітав нових господарів під час їхнього першого візиту до куплених володінь.
Софія, як і її батько, померла у 62-річному віці. Чоловік після її смерті подався у ченці.

## Родина
Чоловік — Карл Льовенштайн-Вертхайм-Рошфор
Діти:
- Франциска (1864—1930) одружена не була, дітей не мала;
- Адельгейда (1865—1941) — дружина графа Адальберта Шенборна, мала шестеро дітей;
- Агнеса (1866—1954) — черниця;
- Йозеф (1868—1870) прожив 2 роки;
- Марія Тереза (1870—1935) — дружина герцога Браганси Мігеля, мала восьмеро дітей;
- Алоїз (1871—1952) — князь Льовенштайн-Вертхайм-Розенберг, був одруженим із графинею Жозефіною Кінські фон Вхініц унд Теттау, мав дев'ятеро дітей;
- Анна (1873—1936) — дружина принца Фелікса Шварценберзького, мала п'ятеро дітей;
- Йоганн (1880—1956) був одруженим із графинею Александрою фон Бернсдорфф, мав трьох дітей.